# Франц Драмей
Франц Альгусейн Драмей (англ. Franz Alhusaine Drameh, нар. 5 січня 1993, Гекні, Лондон) — англійський актор гамбіїського походження. Найбільш відомий за роллю Денніса у фільмі «Чужі на районі» й Джефферсона «Джекса» Джексона/Вогняного Шторма у серіалах The CW від DC Comics.

## Фільмографія
| Рік       |   | Українська назва         | Оригінальна назва   | Роль                                      |
| --------- | - | ------------------------ | ------------------- | ----------------------------------------- |
| 2007      | с | Катастрофа               | Casualty            | Кейсі Хьюс                                |
| 2008—2009 | с |                          | Parents of the Band | Гранвілл                                  |
| 2012      | с | Катастрофа               | Катастрофа          | Стіві Кінгслі                             |
| 2012—2013 | с | Дівчата                  | Some Girls          | Брендон Тейлор                            |
| 2013      | ф | Чужі на районі           | Attack the Block    | Денніс                                    |
| 2013      | ф | Моє вбивство             | My Murder           | Маркус                                    |
| 2013      | ф | Зараз саме час           | Now Is Good         | Томмі                                     |
| 2013      | ф | На межі майбутнього      | Edge of Tomorrow    | Форд                                      |
| 2013      | ф | Спадок                   | Legacy              | Шон                                       |
| 2015—2017 | с | Флеш                     | The Flash           | Джефферсон «Джекс» Джексон/Вогняний Шторм |
| 2016—2018 | с | Легенди завтрашнього дня | Legends of Tomorrow | Джефферсон «Джекс» Джексон/Вогняний Шторм |
| 2017      | с | Супердівчина             | Supergirl           | Джефферсон «Джекс» Джексон/Вогняний Шторм |
| 2019      | с | Стріла                   | Arrow               | Джефферсон «Джекс» Джексон/Вогняний Шторм |
| 2019      | ф | Джентльмени              | The Gentlemen       | Бенні                                     |
| 2019—2021 | с | Бачити                   | See                 | Бутс                                      |
| 2021      | ф | Афера Олівера Твіста     | Twist               | Бейтсі                                    |